# Reforma bănească din 1952

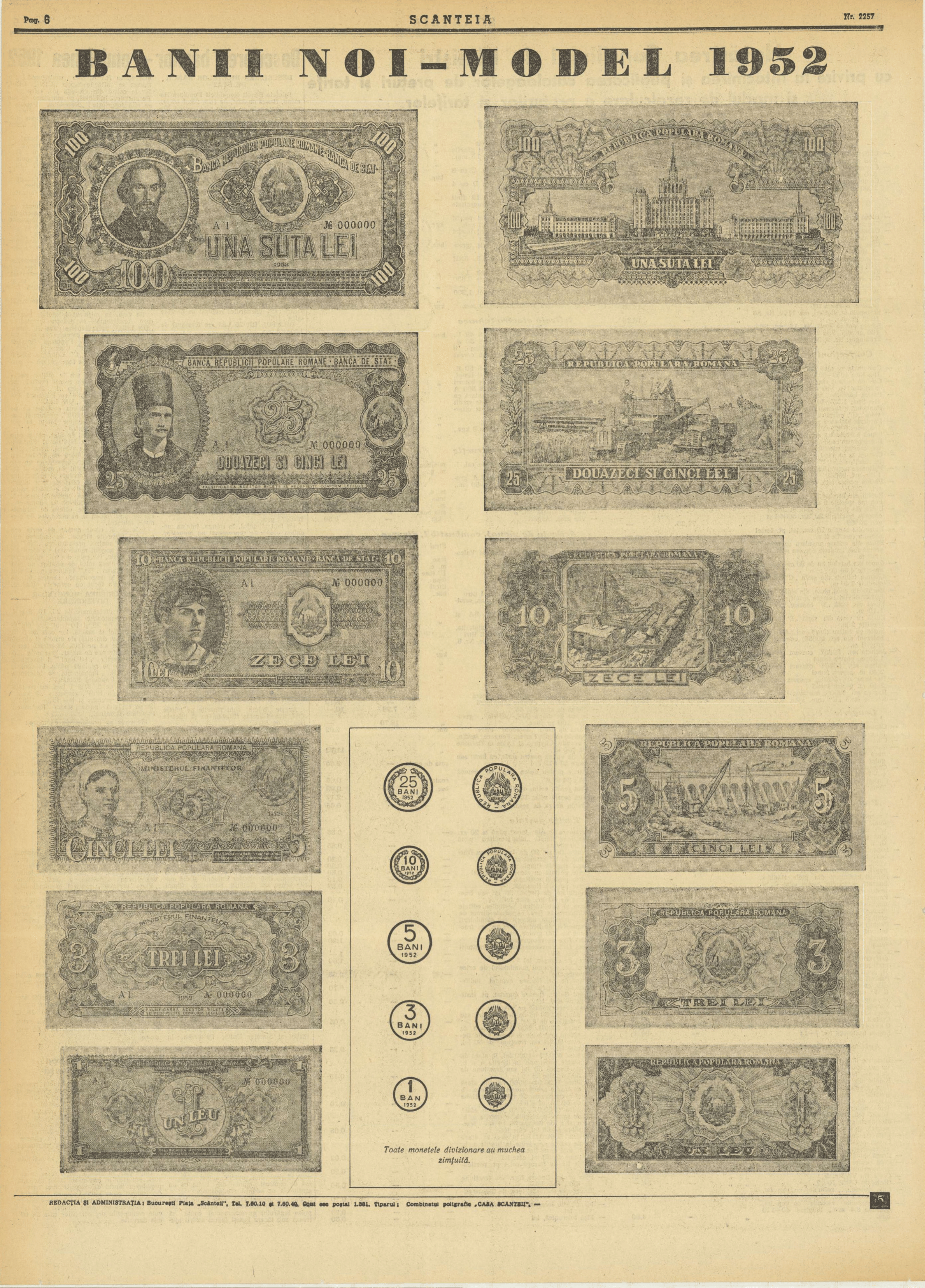
Banii noi, model 1952, Scanteia, 1952-01-27, nr. 2257, p. 5

Reforma bănească din 1952 a fost a doua denominare a leului românesc și a fost consfințită juridic prin Decretul nr. 37 din 26 ianuarie 1952, cu privire la efectuarea reformei bănești și reducerii de prețuri comerciale la principalele produse alimentare și industriale, emis de Prezidiul Marii Adunări Naționale, și pusă în aplicare prin Hotărârea nr. 147 din 26 ianuarie 1952 a Consiliului de Miniștri și a Comitetului Central al Partidului Muncitoresc Român, cu privire la efectuarea reformei bănești și la reducerile de prețuri, care a detaliat procedurile tehnice și sociale ale reformei.
Aceasta a reprezentat o măsură economică majoră implementată de statul român în contextul consolidării regimului comunist, având scopul declarat de stabilizare a economiei central planificate, combaterea fenomenelor inflaționiste moștenite de regimul anterior, eliminarea speculei urbane și rurale și sprijinirea alianței între clasa muncitoare și țărănimea muncitoare. Prin întărirea valorii leului, reducerea prețurilor și protejarea veniturilor, reforma urmărea creșterea puterii de cumpărare și îmbunătățirea nivelului de trai al maselor. Dincolo de obiectivele declarate de combatere a inflației și de reformare a sistemului financiar, măsura a avut și efecte redistributive semnificative, ducând la confiscarea unei părți considerabile din economiile populației și la consolidarea controlului statului asupra resurselor monetare. A fost pusă în aplicare începând cu data de 28 ianuarie 1952, conform prevederilor Hotărârii Consiliului de Miniștri al Republicii Populare Române.
Prin această reformă, vechii bani aflați în circulație au fost înlocuiți cu un nou leu, model 1952. Schimbul monetar a fost realizat într-un interval scurt, de doar patru zile (28–31 ianuarie 1952), sub supravegherea strictă a Băncii de Stat. Valoarea leului a fost redefinită printr-un nou conținut în aur, stabilit la 0,079346 grame aur fin, iar cursul oficial față de rubla sovietică a fost fixat la 2,80 lei pentru o rublă.
Mecanismul de preschimbare a banilor a fost diferențiat în funcție de statutul economic al deținătorului și de mărimea sumei deținută. Pentru populație și întreprinderile particulare, schimbul a fost progresiv regresiv, în favoarea statului, începând de la un raport de 100:1 pentru sume mici (până la 1.000 de lei vechi), până la 400:1 pentru sume mai mari. În contrast, pentru instituțiile de stat, cooperativele și gospodăriile colective, raportul de schimb a fost de 200:1, în timp ce disponibilitățile bănești din conturi au fost recalculat în raport de 20:1 pentru entitățile publice, respectiv în mod diferențiat pentru cele private.
Reforma a inclus și recalcularea soldurilor din C.E.C., a timbrelor fiscale și poștale, a salariilor, pensiilor și prețurilor. De asemenea, a fost reglementat schimbul pentru ambasade și misiuni diplomatice, iar pentru populația rurală și urbană s-au instituit proceduri administrative stricte pentru controlul procesului.
Aplicarea reformei a fost însoțită de măsuri coercitive, orice tentativă de fraudă sau prezentare de informații false fiind sancționată în conformitate cu legislația privind sabotajul economic. Controlul populației s-a realizat prin prezentarea actelor de identitate și prin liste oficiale vizate de autoritățile locale.

## Textul legii

### I. Reforma bănească
Art. 1. — Cu începere din 28 Ianuarie 1952 se pun în circulație bani noi, model 1952 și anume: 
a) Bilete ale Băncii de Stat a Republicii Populare Române de câte 10 lei, 25 lei și 100 lei; 
b) bilete de tezaur ale statului, emise de Ministerul de Finanțe, de câte 1 leu, 3 lei și 5 lei din hârtie, precum și monete divizionare de 1 ban, 3 bani, 5 bani, 10 bani și 25 bani. 
Art. 2. — Cu începere din 28 ianuarie 1952 toate sumele de lei vechi în numerar aflate la populație, la întreprinderile, instituțiile și organizațiile de stat, cooperatiste și obștești, la gospodării agricole colective, precum și la întreprinderile particulare, își pierd puterea circulatorie și sunt supuse preschimbării. 
Art. 3. — Banca de Stat este însărcinată cu efectuarea schimbului banilor vechi în noi bilete ale Băncii de Stat, bilete de tezaur ale statului emise de Ministerul de Finanțe și monedă divizionară, model 1952. Schimbul se efectuează pe întreg teritoriul Republicii Populare Române în curs de patru zile, adică începând din 28 ianuarie 1952 până la 31 ianuarie 1952 inclusiv. Sumele de bani vechi neprezentate la schimb în termenul stabilit, se anulează: 
Art. 4. — Conținutul în aur al noului leu se stabilește la 0,079346 grame aur fin. 
Art. 5. — Prețul de cumpărare al aurului de cătrere Banca de Stat se fixează la 12 lei și 45 bani pentru 1 gram aur fin. 
Art. 6.—Pe baza conținutului în aur fin al noului leu, prevăzut la art. 4 al prezentei Hotărâri, cursul leului față de rublă se stabilește începând din 28 Ianuarie 1952, la 2 lei 80 bani pentru una rublă. Banca de Stat va stabili cursul valutelor străine față de leu în mod corespunzător. In cazul că în viitor, valutele străine își vor schimba conținutul lor în aur sau cursurile, Banca de Stat va stabili cursul acestor valute față de leu. 
Art. 7. — Banii vechi se vor schimba în bilete ale Băncii de Stat, bilete de tezaur ale statului emise de Ministerul de Finanțe și monedă divizionară fără limitare, precum urmează: 
Pentru populație și întreprinderile particulare schimbul se face în mod individual, pe baza următoarelor norme: 
a) sumele în numerar până la 1.000 lei vechi, inclusiv se vor schimba în raportul de 100 lei vechi pentru 1 leu nou; 
b) sumele în numerar până la 1.000 lei vechi inclusiv, se vor schimba astfel: 1.000 lei în raportul prevăzut la punctul „a“ de mai sus, iar restul până la 3.000 lei vechi inclusiv, în raportul de 200 lei vechi pentru 1 leu nou; 
c) sumele în numerar peste 3.000 lei vechi se vor schimba astfel: 3.000 lei vechi se vor schimba în condițiile prevăzute la punctul „b” de mai sus, iar restul se va schimba în raportul de 400 lei vechi pentru 1 leu nou. Pentru întreprinderile, instituțiile și organizațiile destat, cooperatiste și obștești, schimbul numerarului se va face în raportul de 200 lei vechi pentru 1 leu nou.  
Art. 8. — Achitarea ordinelor de plată, dispozițiilor de plată, cecurilor, mandatelor poștale, gruparilor poștale, în favoarea persoanelor particulare sau asociațiilor de persoane particulare, pentru care mijloacele bănești necesare au intrat la instituțiile de stat până la punerea în circulație a noului leu se va face în condițiile prevăzute la art. 7 al prezentei Hotărîri.  
Art. 9. — In acelaș timp cu punerea în circulație a noilor bani, se va face recalcularea depunerilor spre fructificare la C.E.C., în modul următor: 
a) soldul depunerilor până la 1.000 lei vechi inclusiv: se va recalcula în raportul de 50 lei vechi pentru 1 leu nou;  
b) soldul depunerilor până la 3.000 lei vechi inclusiv se va recalcula astfel: 1.000 lei vechi, în condițiile prevăzute la punctul „a“ de mai sus, iar restul până la 3.000 lei vechi se recalculează în raportul de 100 lei vechi pentru 1 leu nou;  
c) soldul depunerilor peste 3.000 lei vechi se va recalcula astfel: 3.000 lei vechi, în condițiile prevăzute la punctul „b“ de mai sus, iar restul se recalculează în raportul de 200 lei vechi pentru 1 leu nou.  
Art. 10. — Timbrele poștale, fiscale, colile timbrate, aflate în circulație până la data reformei bănești, sunt supuse preschimbării cu timbre noi „I. L. Caragiale“, în raportul de 200 lei vechi pentru un leu nou. Cu începere de la data de 28 ianuarie 1952, nu se vor mai putea utiliza decât timbrele noi.  
Art. 11. — Disponibilitățile bănești ale întreprinderilor, instituțiilor, organizațiilor de stat, cooperatiste și obștești, cât și ale gospodăriilor agricole colective, aflate în conturi la instituțiile de credit sau în conturi reciproce, se vor recalcula în raportul de 20 lei vechi pentru 1 leu nou.  
Art. 12. — Disponibilitățile bănești ale întreprinderior particulare industriale-comerciale, aflate în conturi la instituțiile de credit, se recalculează astfel:  
a) suma necesară activității normale a întreprinderilor, care nu va depăși suma salariilor plătite muncitorilor înregistrați pentru a doua jumătate a lunei precedente, se va schimba în raportul de 20 lei vechi pentru 1 leu nou;  
b) restul se va recalcula în raportul de 200 lei vechi pentru 1 leu nou.  
Art. 13. — Sumele datorate între întreprinderi, instituții și organizații, obligațiile de plată ale populației față de stat se recalculează în raportul de 20 lei vechi pentru 1 leu nou. În acelaș raport se recalculează și datoriile în lei ale Republicii Populare Române, față de statele străine, făcute după 1945.  
Art. 14. — Ambasadele, legațiile și oficiile diplomatice ale statelor străine, acreditate pe lângă Guvernul Republicii Populare Române, vor putea schimba, în ziua de 28 Ianuarie 1952, la unitățile Băncii de Stat, toate sumele de lei vechi provenite din valută străină cedată Băncii de Stat în luna Ianuarie a. c. până la data reformei bănești. Schimbul acestor sume se efectuează în raportul 20 lei vechi pentru 1 leu nou.  
Art. 15. — Începând din 28 Ianuarie 1952, salariile, pensiile, bursele, ajutorul familial de Stat, precum și toate prețurile și tarifele in vigoare până la data reformei bănești se recalculează prin împărțirea sumelor respective cu coeficientul 20. 
Art. 16. — Prin excepție dela prevederile art. 2 al prezentei Hotărîri, în zilele de 28 și 29 ianuarie a. c., se vor putea plăti în lei vechi la prețuri vechi, înmulțite de zece ori, rația de pâine, transportul persoanelor pe căile ferate, tramvaiul și autobuzul, ziarele, convorbirile telefonice interne, telegramele interne, biletele de cinematograf, teatre, muzee și băi. Abonamentele la tramvaie rămân valabile până la 31 Ianuarie a. c. 
Art. 17. — Persoanele care vor induce în eroare organele de schimb prin cereri de preschimbare a unor sume ce nu aparțin acelora care le prezintă; orice prezentare de date false în legătură cu aplicarea Hotărîrii de față, precum și abaterile de orice fel de la prevederile prezentei Hotărîri se pedepsesc conform legii sabotajului economic. 
Art. 18. — La orașe schimbul se va face pentru toți cetățenii de la 16 ani in sus, pe baza prezentării buletinelor de populație. La sate, schimbul se va face pe baza listelor cuprinzând numele cetățenilor de la vârsta de 16 ani în sus, domiciliați în comuna respectivă. Aceste liste vor purta viza președintelui Comitetului Executiv al Sfatului Popular local. 
Art. 19. Orice falsuri în liste, care se vor constata în decursul schimbului sau cu prilejul controlului ce se va efectua ulterior, vor fi sancționate conform codului penal.